# Feliks Shalimov
Bản mẫu:Eastern Slavic name
Feliks Olegovich Shalimov (tiếng Nga: Феликс Олегович Шалимов; sinh ngày 25 tháng 2 năm 1997) là một cầu thủ bóng đá người Nga thi đấu cho F.K. Dynamo-2 Sankt Peterburg.

## Sự nghiệp câu lạc bộ
Anh có màn ra mắt tại Giải bóng đá chuyên nghiệp quốc gia Nga cho F.K. Dynamo-2 Sankt Peterburg vào ngày 25 tháng 8 năm 2017 trong trận đấu với FC Tekstilshchik Ivanovo.